# Benetton B198
La Benetton B198 è una monoposto di Formula 1, utilizzata dal team Benetton Formula durante la stagione 1998.

## Aspetti tecnici

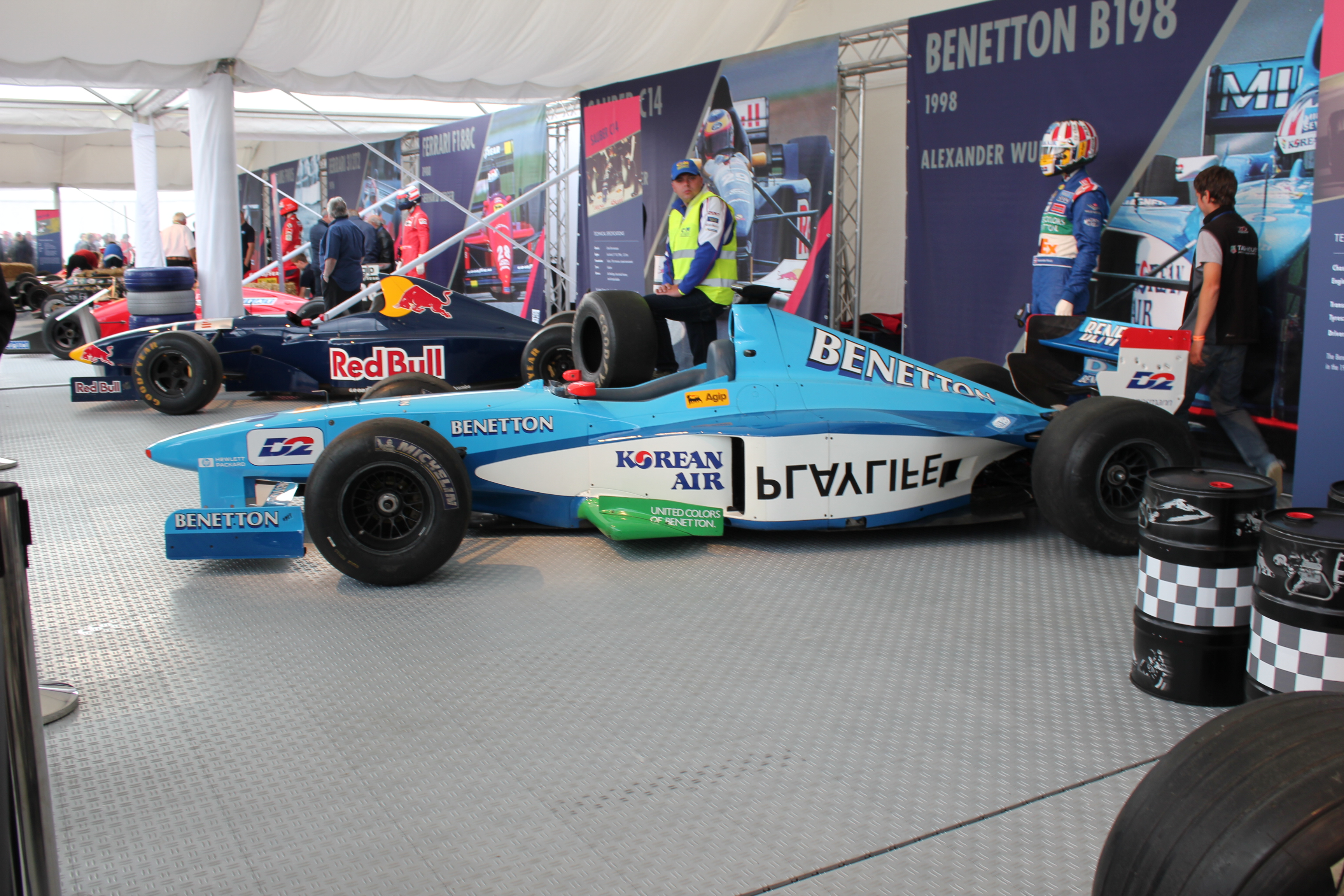
Vista laterale

In seguito al ritiro della Renault alla fine della stagione 1997, la Benetton continuò usare comunque i propulsori francesi, ma forniti ora col marchio Mecachrome come semplici motori clienti (si trattava dei V10 Renault usati nel 1996), ribattezzati Playlife per ragioni di sponsor.
Il team decise inoltre di passare dalle gomme Goodyear alle Bridgestone.
Come previsto dai regolamenti, gli pneumatici presentavano 3 scanalature longitudinali sui battistrada anteriori e 4 su quelli posteriori.
La monoposto adottò dei nuovi deflettori laterali molto particolari, costituiti da un unico profilo alare posto davanti alle pance, sul quale erano montati dei piccoli deviatori di flusso. 
La livrea rimase abbastanza simile a quella dell'anno prima. 
Come piloti vennero ingaggiati l'italiano Giancarlo Fisichella (n° 5) e l'austriaco Alexander Wurz (n° 6), già terzo pilota del team l'anno precedente e promosso ora a titolare.

## Stagione
Fin dall'inizio della stagione, la Benetton dimostrò di non essere più in grado di lottare per le posizioni di vertice come negli anni precedenti, tuttavia nelle prime nove gare i due piloti riuscirono ad arrivare comunque a punti abbastanza regolarmente, in particolare Wurz, mentre Fisichella ottenne ben due piazzamenti sul podio, giungendo 2º a Monaco e in Canada dove era anche riuscito a issarsi al comando, salvo poi rallentare per problemi al cambio; il team si trovava così 3° nel mondiale costruttori; in Austria poi il romano conquistò perfino una sorprendente pole position, l'ultima per il team anglo-trevigiano, rimanendo per 21 giri in zona podio, prima di ritirarsi per un incidente con Alesi. Da questo momento tuttavia lo sviluppo della vettura rallentò molto portando a un brusco calo delle prestazioni: negli ultimi 7 GP della stagione, il team raccolse soltanto un punto (con Fisichella 6° al Nürburgring), favorendo così la rimonta di Williams e Jordan che riuscirono entrambe a scavalcare la Benetton proprio nel finale.
Il team chiuse così 5º nel campionato costruttori con 33 punti all'attivo.

## Risultati
| Anno | Team              | Motore                   | Gomme | Piloti     |     |   |   |     |     |     |   |   |   |     |    |    |     |     |   |   | Punti | Pos. |
| ---- | ----------------- | ------------------------ | ----- | ---------- | --- | - | - | --- | --- | --- | - | - | - | --- | -- | -- | --- | --- | - | - | ----- | ---- |
| 1998 | Benetton-Playlife | Playlife GC37-01 3.0 V10 | B     | Fisichella | Rit | 6 | 7 | Rit | Rit | 2   | 2 | 9 | 5 | Rit | 7  | 8  | Rit | 8   | 6 | 8 | 33    | 5º   |
| 1998 | Benetton-Playlife | Playlife GC37-01 3.0 V10 | B     | Wurz       | 7   | 4 | 4 | Rit | 4   | Rit | 4 | 5 | 4 | 9   | 11 | 16 | Rit | Rit | 7 | 9 | 33    | 5º   |

| Legenda | 1º posto     | 2º posto | 3º posto    | A punti         | Senza punti/Non class.  | Grassetto – Pole position Corsivo – Giro più veloce |
| Legenda | Squalificato | Ritirato | Non partito | Non qualificato | Solo prove/Terzo pilota | Grassetto – Pole position Corsivo – Giro più veloce |